# 麻根薹草
麻根薹草（学名：Carex arnellii）为莎草科薹草属下的一个种。分布在蒙古、俄罗斯、朝鲜、日本以及中国大陆的内蒙古、吉林、河北、黑龙江等地，生长于海拔250米至1,700米的地区，多生长于草甸、山坡、林下以及水边湿地，目前尚未由人工引种栽培。